# Аборигенные виды

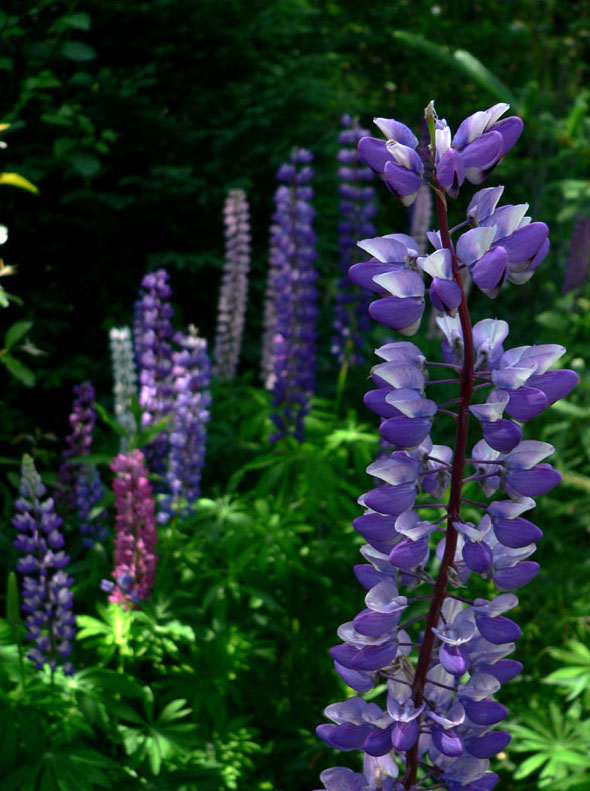
Люпин многолистный (Люпин многолистный) произрастает в западной части Северной Америки, но интродуцирован и инвазивен в нескольких регионах по всему миру.

Аборигенный, или местный вид в биогеографии — коренной вид для данного региона или экосистемы, если его присутствие в этом регионе является результатом только локальной естественной эволюции (хотя часто популяризируется как «без вмешательства человека») на протяжении истории. Этот термин эквивалентен понятию коренных или автохтонных видов, достаточно давно обитающие в рассматриваемой местности. Совокупность аборигенных видов растений, обитающих на данной территории, называется аборигенной флорой. 
В противоположность аборигенным видам рассматривают адвентивные виды (пришлые, заносные). Каждый дикий организм (в отличие от одомашненного организма) известен как интродуцированный вид в тех регионах, где он был интродуцирован антропогенным путём. Если интродуцированный вид наносит существенный экологический, ландшафтный и/или экономический ущерб, его можно более конкретно рассматривать как инвазивный вид.
Понятие рождения часто является размытым понятием, поскольку оно зависит как от времени, так и от политических границ. В течение длительных периодов времени местные условия и модели миграции постоянно меняются по мере того, как тектонические плиты перемещаются, соединяются и раскалываются. Естественное изменение климата (которое происходит намного медленнее, чем изменение климата, вызванное деятельностью человека ) изменяет уровень моря, ледяной покров, температуру и количество осадков, вызывая прямые изменения в обитаемости и косвенные изменения из-за присутствия хищников, конкурентов, источников пищи и даже уровня кислорода. Виды естественным образом появляются, воспроизводятся и выживают или вымирают, и их распространение редко бывает статичным или ограничивается определенным географическим местом. Более того, различие между коренными и некоренными жителями как привязанное к местному происхождению в исторические времена подвергалось критике как бесперспективное, и делались доводы в пользу более градуированных категорий, таких как доисторические аборигены, которые жили в регионе в доисторические времена. но с тех пор подверглись локальному вымиранию из-за вмешательства человека.
Местный вид в каком-либо месте не обязательно является эндемичным для этого места. Эндемичные виды встречаются исключительно в определенном месте.  Аборигенный вид может встречаться в районах, отличных от рассматриваемого. Термины «эндемичный» и «аборигенный» также не подразумевают, что организм обязательно впервые возник или эволюционировал там, где он в настоящее время обнаружен. 

## Экология

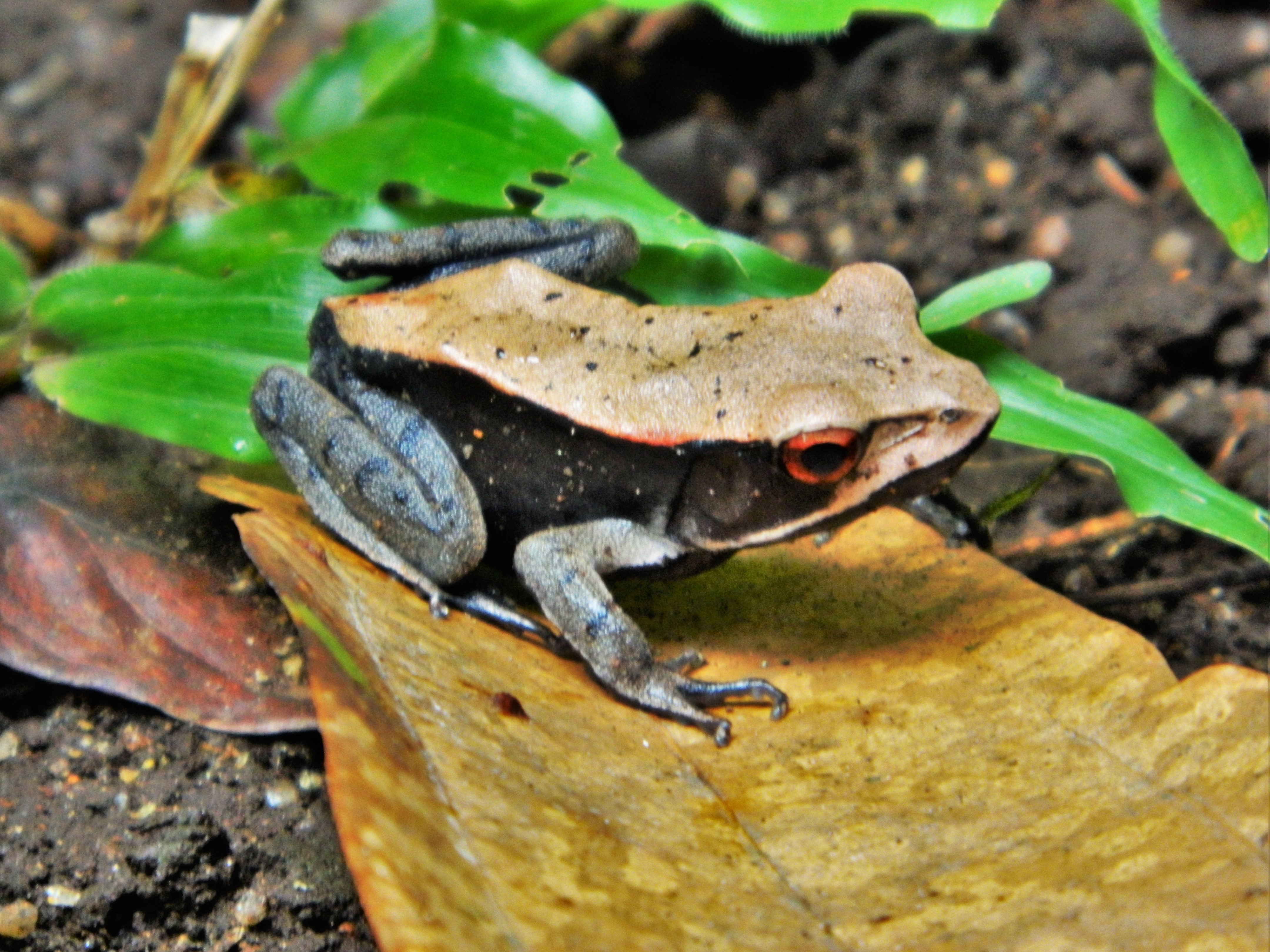
Двуцветная лягушка (Clinotarsus curtipes) обитает в Западных Гатах Индии и больше нигде не встречается (эндемик).

Местные виды образуют сообщества и биологические взаимодействия с другой конкретной флорой, фауной, грибами и другими организмами. Например, некоторые виды растений могут воспроизводиться только при постоянном мутуалистическом взаимодействии с определённым животным-опылителем, и животное-опылитель также может зависеть от этого вида растений в качестве источника пищи. Многие виды приспособились к очень ограниченным, необычным или суровым условиям, таким как холодный климат или частые лесные пожары (пирофиты). Другие могут жить в разных районах или хорошо приспосабливаться к разным условиям.

## Влияние человека и вмешательство
Разнообразие видов во многих частях мира существует только потому, что биорегионы разделены барьерами, особенно большими реками, морями, океанами, горами и пустынями. Люди могут вводить виды, которые никогда не встречались в своей эволюционной истории, в различных временных масштабах от дней до десятилетий. Люди перемещают виды по земному шару с беспрецедентной скоростью. Те, кто работает над решением проблемы инвазивных видов, рассматривают это как повышенный риск для местных видов.
По мере того как люди вводят виды в новые места для выращивания или случайно переносят их, некоторые из них могут стать инвазивными видами, нанося ущерб местным сообществам. Инвазивные виды могут оказывать глубокое воздействие на экосистемы, изменяя структуру экосистемы, функции, численность видов и состав сообщества. Помимо экологического ущерба, эти виды могут также нанести ущерб сельскому хозяйству, инфраструктуре и культурным ценностям. Правительственные учреждения и экологические группы направляют все больше ресурсов на борьбу с этими видами.

## Сохранение и защита
Организации местных растений, такие как Общество экологического восстановления, общества местных растений,  Wild Ones и Центр диких цветов Леди Берд Джонсон, поощряют использование местных растений. Выявление локальных остаточных природных территорий обеспечивает основу для этой работы.
На тему посадки местных растений в домашних садах написано много книг. Использование сортов, полученных из местных видов, является широко обсуждаемой практикой среди защитников местных растений.

### Важность рождения в сохранении
Когда проекты экологического восстановления предпринимаются для восстановления местной экологической системы, нарушенной экономическим развитием или другими событиями, они могут быть исторически неточными, неполными или уделять мало внимания точности экотипа или преобразованию типов или вообще не обращать на них внимания.  Они могут не восстановить первоначальную экологическую систему, упуская из виду основы восстановления. Внимание, уделяемое историческому распространению местных видов, является важным первым шагом для обеспечения экологической целостности проекта. Например, чтобы предотвратить эрозию реконструированных песчаных дюн на западной окраине международного аэропорта Лос-Анджелеса в 1975 году, ландшафтные дизайнеры укрепили дюны «естественной» смесью семян (Mattoni 1989a). К сожалению, смесь семян была репрезентативной для прибрежного кустарника шалфея, экзогенного растительного сообщества, а не для местного сообщества кустарников дюн. В результате голубая бабочка Эль-Сегундо (Euphilotes battoides allyni) стала вымирающим видом. Популяция голубых бабочек Эль-Сегундо, которая когда-то простиралась на 3200 акров вдоль прибрежных дюн от Оушен-парка до бухты Малага в Палос-Вердес,  начала восстанавливаться, когда инвазивная калифорнийская гречиха (Eriogonum fasciculatum) была вырвана с корнем, так что бабочки первоначальный местный растение-хозяин, гречиха мелколистная (Eriogonum parvifolium), может частично восстановить утраченную среду обитания. 

## Смотрите также
- Интродуцированные виды
- Эндемик